# Александер Місьта
Александер Місьта (пол. Aleksander Miśta; нар. 7 січня 1983, Мишкув) – польський шахіст і шаховий тренер (Тренер ФІДЕ від 2012 року), гросмейстер від 2004 року.

## Шахова кар'єра
Переможець престижного турніру в Гастінгсі - 2016.
Чинний чемпіон світу серед команд з рішення (Оструда 2015)
Багаторазовий призер чемпіонату Польщі серед юніорів:
- золотий: Вісла 1991 – до 10 років, Вісла 2000 – до 18 років, Закопане 2001 – до 18 років,
- срібний: Тшебіня 2000 – до 20 років, Ярнолтовек 2003 – до 20 років,
- бронзовий: Грудзьондз 1993 – до 10 років, Нова Руда 1999 – до 16 років, Бжег-Дольний 2001 – до 20 років, Тшебіня 2002 – до 20 років.

2003 року впродовж кількох місяців виконав три гросмейстерські норми на турнірах у Франції та Чехії. 2004 року вперше виступив у фіналі чемпіонату Польщі у Варшаві, переміг на турнірі за круговою системою в Брно і на турнірі за швейцарською системою в Оструді. 2005 року поділив 4-те місце на Меморіалі Рубінштейна (турнір open) у Поляниці-Здруй. 2006 року поділив 1-ше місце на турнірі Морський коник Ревала в Ревалі, а також вдруге переміг у Брно. На Чемпіонаті Польщі 2009 вперше став на подіум, посівши в Хотовій 3-тє місце. Також поділив 1-ше місце в Агіос-Кірікосі (разом з Робертом Кемпіньським і Євгеном Воробйовим). 2011 року переміг (разом з Тамашем Фодором) на турнірі за круговою системою в Кракові. 2013 року посів 2-ге місце (позаду Войцеха Моранди) на Меморіалі Рубінштейна Поляниці-Здруй. У 2014 році переміг на турнірі Banca Feroviara Open в Араді. Також 2014 року здобув у Бидгощі бронзову медаль чемпіонату Польщі з бліцу, а на рубежі 2014 і 2015 рокі поділив 2-ге місце в Гастінгсі (позаду Жао Яна, разом з Александером Фієром і Гудмундуром К'яртанссоном).
Найвищий рейтинг Ело в кар'єрі мав станом на 1 вересня 2014 року, досягнувши 2625 очок займав тоді 5-те місце серед польських шахістів.
Досягнув успіху також у вирішенні шахових задач, зокрема, 2013 року в Батумі виграв титул командного чемпіона світу, тоді як у 2014 році – титул командного чемпіона Європи (в Іхало) і титул командного чемпіона світу (в Берні).
У рейтинг-листі з вирішення задач від 1 квітня 2014 року займав 11-те місце в світі, маючи 2596 очок.

## Зміни рейтингу
| На цьому місці має відображатися графік чи діаграма, однак з технічних причин його відображення наразі вимкнено. Будь ласка, не видаляйте код, який викликає це повідомлення. Розробники вже працюють для того, щоби відновити штатне функціонування цього графіка або діаграми. | |
| | На цьому місці має відображатися графік чи діаграма, однак з технічних причин його відображення наразі вимкнено. Будь ласка, не видаляйте код, який викликає це повідомлення. Розробники вже працюють для того, щоби відновити штатне функціонування цього графіка або діаграми. |